# Ligne 9 du tramway de Bruxelles
Pour les articles homonymes, voir Ligne 9.
Ne doit pas être confondu avec Ligne 9 du tramway de Bruxelles (1896-1968).
La ligne 9 du tramway de Bruxelles est une ligne du tramway bruxellois. 
Elle relie les stations Roi Baudouin à Grand-Bigard. La ligne dessert des arrêts tels que la station de métro Simonis, ou l'hôpital universitaire UZ Brussel.
Créée en septembre 2018, elle est prolongée à deux reprises : en décembre 2021 (jusque Roi Baudouin) et juillet 2024 (jusque Grand-Biggard).
Dans une phase ultérieure, elle devrait rejoindre le Heysel.

## Histoire

### Projet
L'idée de la ligne 9 a été évoquée pour la première fois dans les années 1990 par le bourgmestre de Jette, Jean-Louis Thys.  
Au début des années 2000, le projet a été remis sur la table par le ministre régional des Travaux publics, Jos Chabert. 

### Construction
En 2015, les premiers travaux ont débuté pour la première phase (de Simonis à Arbre Ballon). 
Les premiers trams circulent depuis le 1er septembre 2018,. Une fête d'inauguration a été organisée sur la place de Jette en présence du roi Philippe qui a fait le premier trajet.

### Modifications
En février 2019, la ligne attire environ 300 000 passagers par mois. Le lundi 18 février 2019, une première étape pour l'extension de la ligne vers le Heysel est entamée, avec le début des travaux relatifs aux impétrants.
La section entre Arbre Ballon et Roi Baudouin a été mise en service le samedi 11 décembre 2021,.
Le 6 juillet 2024, la ligne est prolongée jusqu'à Grand-Bigard à la place du tram 19 qui lui est limité à Simonis.
De décembre 2024 à mars 2025, la ligne subit des travaux entre Simonis et Miroir : la STIB remplace les rails situés avenue de Jette. Les trams sont remplacés par des T-Bus sur ce tronçon. 

## Tracé et stations
La ligne 9 part de la station Roi Baudouin, terminus de la ligne 6 du métro, située sur l'avenue Houba-de Strooper. Elle bifurque au niveau du square Palfyn et dessert la station Stade, terminus des lignes 51 et 93. Les tramways rejoignent ensuite l'avenue de l'Arbre Ballon qu'ils empruntent jusqu'à l'UZ Brussel. Ils empruntent l'avenue Laerbeek et l'avenue de l'Exposition jusqu'à la station Square du Centenaire où ils rejoignent l'avenue de Jette. Au niveau de la station Miroir, la ligne 9 rejoint la ligne 19 et poursuit jusqu'à la station souterraine prémétro de Simonis. Après un virage serré, les tramways ressortent de celle-ci afin de desservir la Basilique de Koekelberg, puis les avenues du Panthéon, de l'Hôpital Français et Josse Goffin pour arriver à la place du Docteur Schweitzer. Les trams remontent l'avenue du Roi Albert pour arriver à Hunderenveld. Les trams quittent ensuite la Région de Bruxelles-Capitale et entrent dans la Région flamande afin de desservir les ultimes stations avant d'aboutir au terminus Groot-Bijgaarden.

### Les stations
|  |   |  | Stations                      | Lat/Long                    | Type     | Communes                         | Correspondances   |
|  | - |  | ----------------------------- | --------------------------- | -------- | -------------------------------- | ----------------- |
|  | o |  | Groot-Bijgaarden/Grand-Bigard | 50° 52′ 02″ N, 4° 16′ 29″ E |          | Dilbeek (Grand-Bigard)           |                   |
|  | o |  | Hunderenveld                  | 50° 52′ 01″ N, 4° 16′ 53″ E |          | Berchem-Sainte-Agathe            | -                 |
|  | o |  | Azur                          | 50° 52′ 00″ N, 4° 17′ 13″ E |          | Berchem-Sainte-Agathe            | -                 |
|  | o |  | Vereman                       | 50° 51′ 55″ N, 4° 17′ 34″ E |          | Berchem-Sainte-Agathe            | -                 |
|  | o |  | Schweitzer                    | 50° 51′ 52″ N, 4° 17′ 49″ E |          | Berchem-Sainte-Agathe            | -                 |
|  | o |  | Valida                        | 50° 51′ 59″ N, 4° 18′ 12″ E |          | Berchem-Sainte-Agathe            | -                 |
|  | o |  | Goffin                        | 50° 52′ 01″ N, 4° 18′ 31″ E |          | Berchem-Sainte-Agathe            | -                 |
|  | o |  | Collège Sacré-Cœur            | 50° 52′ 01″ N, 4° 18′ 53″ E |          | Koekelberg                       | -                 |
|  | o |  | Bossaert-Basilique            | 50° 51′ 56″ N, 4° 19′ 07″ E |          | Koekelberg                       | -                 |
|  | o |  | Besme                         | 50° 51′ 49″ N, 4° 19′ 30″ E |          | Koekelberg                       | -                 |
|  | o |  | Simonis                       | 50° 51′ 49″ N, 4° 19′ 48″ E | Prémétro | Koekelberg                       | -                 |
|  | o |  | Broustin                      | 50° 52′ 05″ N, 4° 19′ 35″ E |          | Jette                            | (T) · (19)        |
|  | o |  | Miroir                        | 50° 52′ 16″ N, 4° 19′ 28″ E |          | Jette                            | -                 |
|  | o |  | Bruxellois                    | 50° 52′ 26″ N, 4° 19′ 22″ E |          | Ganshoren / Jette                |                   |
|  | o |  | Square du Centenaire          | 50° 52′ 34″ N, 4° 19′ 07″ E |          | Ganshoren                        | (B) · (13) · (83) |
|  | o |  | Exposition                    | 50° 52′ 48″ N, 4° 18′ 57″ E |          | Ganshoren / Jette                |                   |
|  | o |  | Ancienne Barrière             | 50° 53′ 08″ N, 4° 18′ 59″ E |          | Jette                            | -                 |
|  | o |  | UZ Brussel                    | 50° 53′ 12″ N, 4° 18′ 41″ E |          | Jette                            | -                 |
|  | o |  | UZ-Pédiatrie                  | 50° 53′ 23″ N, 4° 18′ 34″ E |          | Jette                            | -                 |
|  | o |  | Arbre Ballon                  | 50° 53′ 35″ N, 4° 18′ 50″ E |          | Jette                            | -                 |
|  | o |  | De Heyn                       | 50° 53′ 36″ N, 4° 19′ 10″ E |          | Bruxelles-ville (Laeken) / Jette | (B) · (83)        |
|  | o |  | Palfijn                       | 50° 53′ 39″ N, 4° 19′ 31″ E |          | Bruxelles-ville (Laeken) / Jette | (B) · (83)        |
|  | o |  | Stade                         | 50° 53′ 38″ N, 4° 19′ 53″ E |          | Bruxelles-ville (Laeken)         | -                 |
|  | o |  | Roi Baudouin                  | 50° 53′ 46″ N, 4° 19′ 47″ E |          | Bruxelles-ville (Laeken)         | -                 |

## Exploitation de la ligne

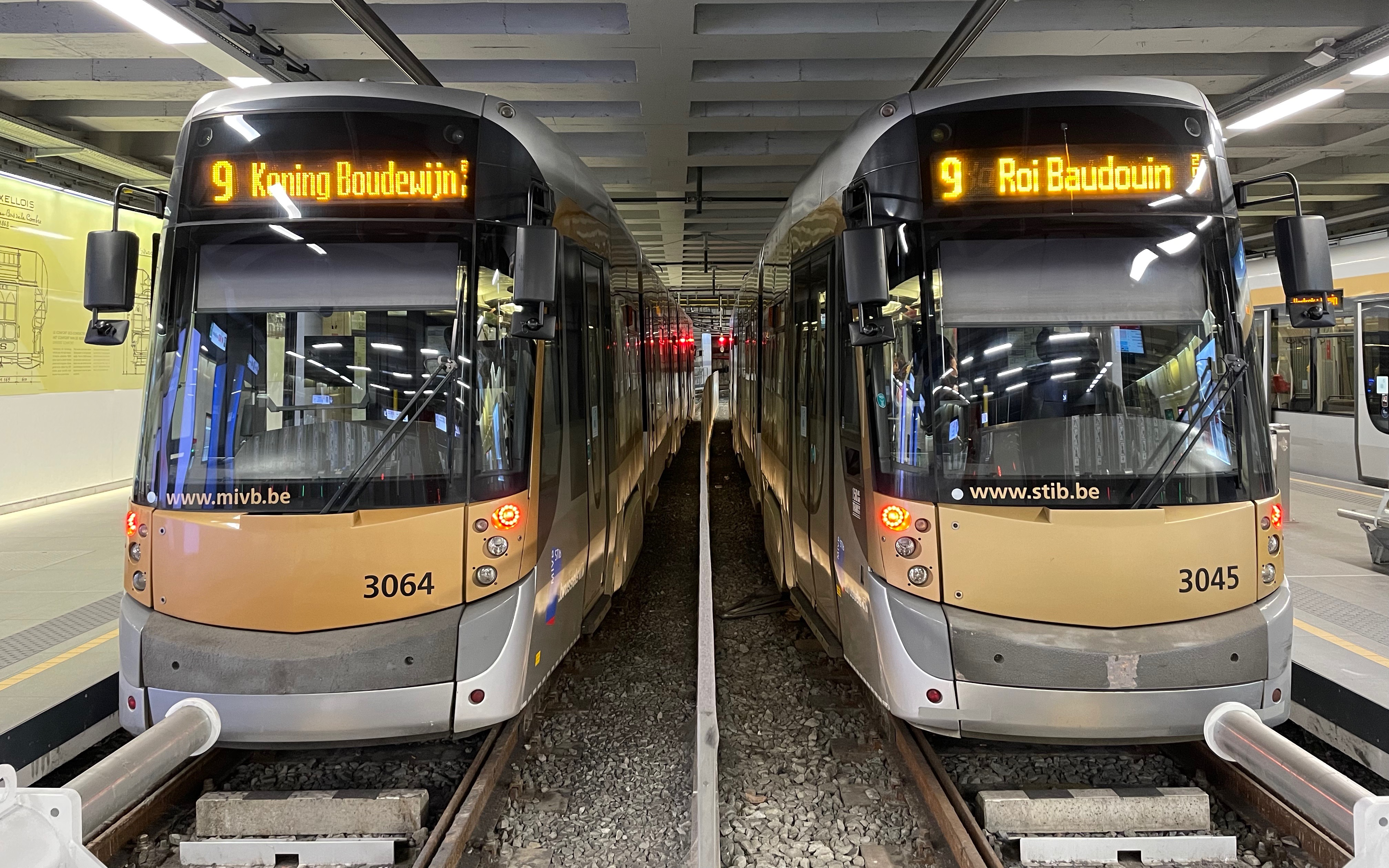
Deux trams 9 en partance de Simonis, vers Roi Baudouin (Koning Boudewijn).

La ligne 9 est exploitée par la STIB. Elle fonctionne environ entre 4 h 50 et 1 h, tous les jours sur la totalité du parcours. Les tramways rallient Roi Baudouin à Groot-Bijgaarden en environ 35 minutes.
Elle est labellisée CHRONO, un nouveau label attribué par la STIB à ses lignes les plus performantes. Ce label garantit que cette ligne offre un service de qualité, proche de celle du métro, grâce à :
- Un trajet en site propre ;
- Une desserte rapide ;
- Des fréquences élevées ;
- Une excellente régularité ;
- L'utilisation de véhicules au confort élevé et spacieux.

### Fréquence
Les temps de parcours sont donnés à titre indicatif à partir du site de la STIB.
- En journée :
  - Du lundi au vendredi  :
    - un tram toutes les 6 minutes en heure de pointe et toutes les 10 minutes en heure creuse

  - Les samedis : 
    - un tram toutes les 20 minutes avant 8 h et ensuite toutes les 15 minutes

  - Les dimanches, c'est un tram toutes les 20 minutes avant 9 h et ensuite toutes les 15 minutes
- En soirée, c'est un tram toutes les 15 minutes.

### Matériel roulant

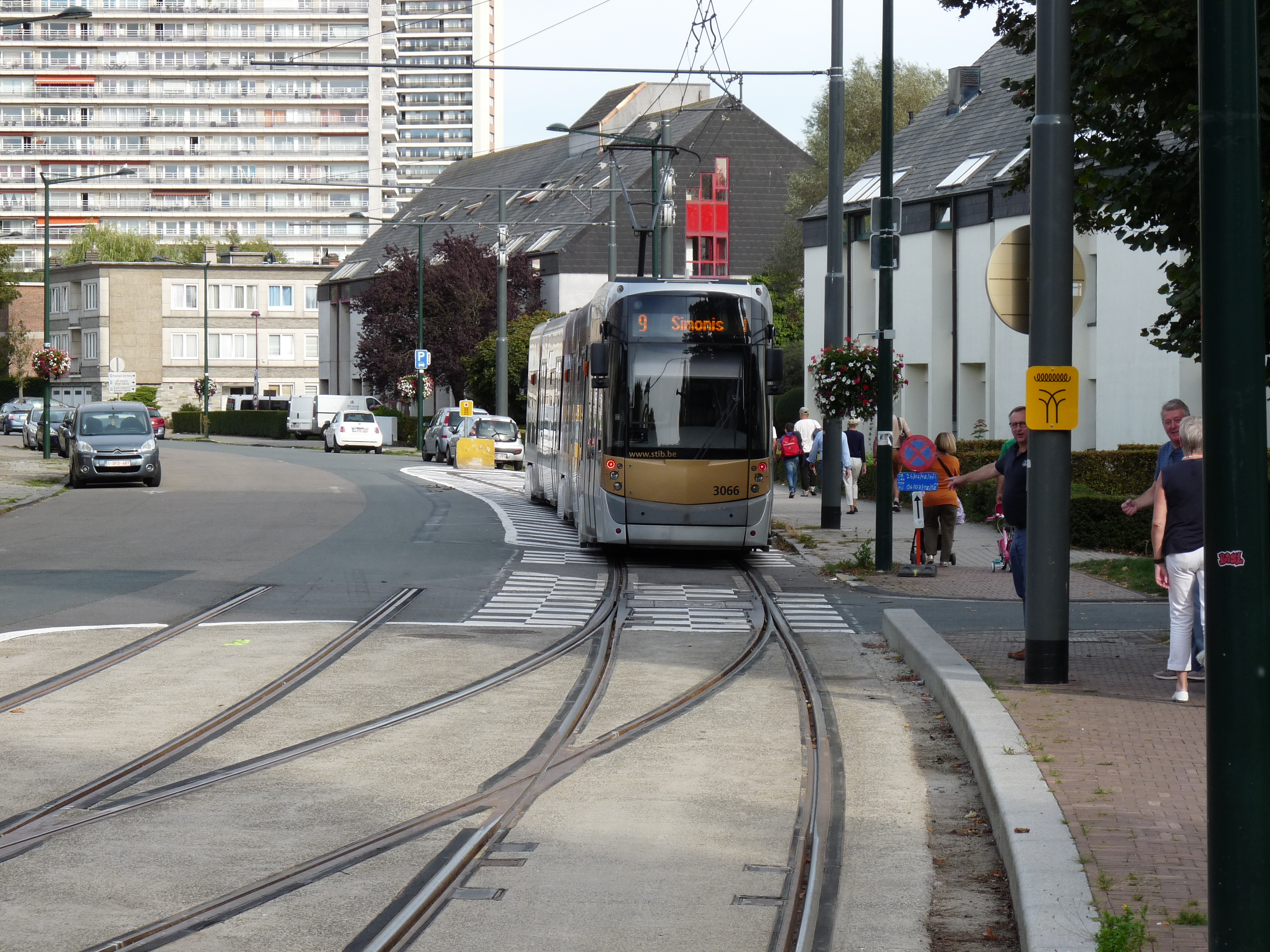
Le T3066 de la ligne 9 au point de rebroussement de l'ancien terminus Arbre Ballon.

La ligne 9 est entièrement équipée et exploitée par des motrices T3000 et T3200.

### Tarification et financement
La tarification de la ligne est identique à celles des autres lignes (hors cas de la desserte de l'aéropport) exploitées par la STIB et dépend soit des titres Brupass et Brupass XL permettant l'accès aux réseaux STIB, TEC, De Lijn et SNCB soit des titres propres à la STIB valables uniquement sur ses lignes.
Le financement du fonctionnement de la ligne, entretien, matériel et charges de personnel, est assuré par la STIB.